# 15806 Kohei
15806 Kohei este un asteroid din centura principală de asteroizi.

## Descriere
15806 Kohei este un asteroid din centura principală de asteroizi. A fost descoperit pe 15 aprilie 1994 la Kitami de Kin Endate și Kazuro Watanabe. Asteroidul prezintă o orbită caracterizată de o semiaxă mare de 3,02 ua, o excentricitate de 0,12 și o înclinație de 10,3° în raport cu ecliptica.